# ラールダーイ
ラールダーイ（サンスクリット語：Laaludaayii）は、釈迦存命中の非行の弟子である。六群比丘の一人で、常に問題を起こし釈迦や周囲の人々を困らせていた人である。
仏典には、Udaayii という名前が多く散見され、それを同一人物とする場合もあれば、まったく別人とする見解もあり一致しない。特にラールダーイとカールダーイは同一視される場合が多く、非常に混乱を招きやすいが、人物の伝記や出身などから鑑みれば、必ずしも同一人物とはいえない点が多い。このことはカールダーイ（迦留陀夷）について詳しく述べているのでそちらを参照されたい。本項においては、釈迦僧団に出家しつつも、しばしば問題を起こし仏や他の出家在家の人々を困らせていたラールダーイ、あるいはウダーイという人物について記述することとする。

## 所業
彼が犯した非法行為は非常に多く、これが元で釈迦仏は多くの戒律を制定されたと伝えられる。したがって、それらをすべて列挙できないので、その中からいくつかの例を挙げてここに紹介する。
1. 在家に到り、吉の時に不吉な偈を読誦し、不吉な時に吉な偈を誦して、このことを仏に叱られ、彼の本生譚として、昔、Aggidattaというバラモンにて言うべき所にその語を誤り、子供のSomadattaに救われた、と明かされた。
2. 人々が舎利弗や目連の説法を賞賛するのを聞き、彼は「我の説法を聞けば如何に賞賛するであろうか」といって、皆を高座に上らせたが、一句も聞かず、仏はこれを知り、糞に塗れた豚に比して彼を叱ったという。
3. Pasuuraという遊行者が、舎利弗に論破せられて後、ウダーイの相好堂々たるを見て大智慧を持つ人と誤解し、彼について出家したが、後に彼の愚かさを知り、また慢心を生じて仏に議論を挑まんとした。
4. 舎利弗が「涅槃は楽しい」と言ったのを聞き、それを詰問した。また舎利弗が「三学具足し想受滅定を得ずとも、団食天を越えて意成天に生まれる」と言ったのを、何度も否定し仏より叱責された。
5. 多く邪淫を持つ人で、盛んに手淫をなし他の比丘にも唆した。仏はその為に第一僧残を制定。また女性を自室に入れ、その身を触れ快楽を得て、第二僧残を制定、同じく女性を自室に入れ淫語を語り、その為に第三僧残を制定、淫を以って供養は第一と女に告げ、第四僧残など、多くの邪淫戒について制定された。
6. 鳥を好まず、射殺し、その首を切って杙（くい）に刺し、仏は「畜生の命を故意に奪うのは波逸提なり」と戒を制定される。
7. 夕暮れに托鉢し、一人の妊婦が彼の姿を見て驚き流産した。仏は為に非時の托鉢を禁じた。

## 所伝
「十誦律」には、もと六群比丘の一人として非行をした者として迦留陀夷の名を挙げて、次のように説かれる。
彼は非行が多かったが後に悔悟してよく修行して証果を得て、かつてシュラーヴァスティー（舎衛城）で、諸家を汚辱したことを反省し、還ってこれらを清浄ならしめんと欲して、999家を済度した。しかしてついに残りの1家を済度して1000家に満じた。しかし彼はこの家により殺害されたと伝える。詳細は次の通りである。
その家はバラモンであったが、彼が済度して夫婦から供養を受け、その夫婦も「我等が亡くなった後も同じように供養しなさい」と子供に教え、子もそれを約束した。しかし、その妻はある時、賊主が若く端正だったのを見て姦通した。迦留陀夷がその家に赴き、たまたま淫欲・破戒を呵責して離欲・持戒を讃嘆する説法をすると、その婦人は彼が夫にも同じ事を説き密通が発覚すると疑い、賊と謀り、一日病に託して彼を請い、賊は彼が日没後に糞の集積所へ向かったのを伺うと、ついに彼を殺しその頭を糞中に埋めた。
釈迦仏はこれを知って諸比丘を率いて糞の集積所に赴き、彼の屍を城外に運び出し火葬した。コーサラ国の波斯匿王もこれを知って、そのバラモン家を滅して七世に及んだといわれる。